# Loboponera
Loboponera is een geslacht van mieren uit de onderfamilie van de Ponerinae (Oermieren).

## Soorten
- L. basalis Bolton & Brown, 2002
- L. edentula Bolton & Brown, 2002
- L. nasica (Santschi, 1920)
- L. nobiliae Fisher, 2006
- L. obeliscata Bolton & Brown, 2002
- L. politula Bolton & Brown, 2002
- L. subatra Bolton & Brown, 2002
- L. trica Bolton & Brown, 2002
- L. vigilans Bolton & Brown, 2002